# Arktis

Två definitioner av Arktis utbredning. Norr om isotermen för 10 graders medeltemperatur i juli (Röd heldragen linje) eller Norr om polcirkeln (Blå streckad linje).

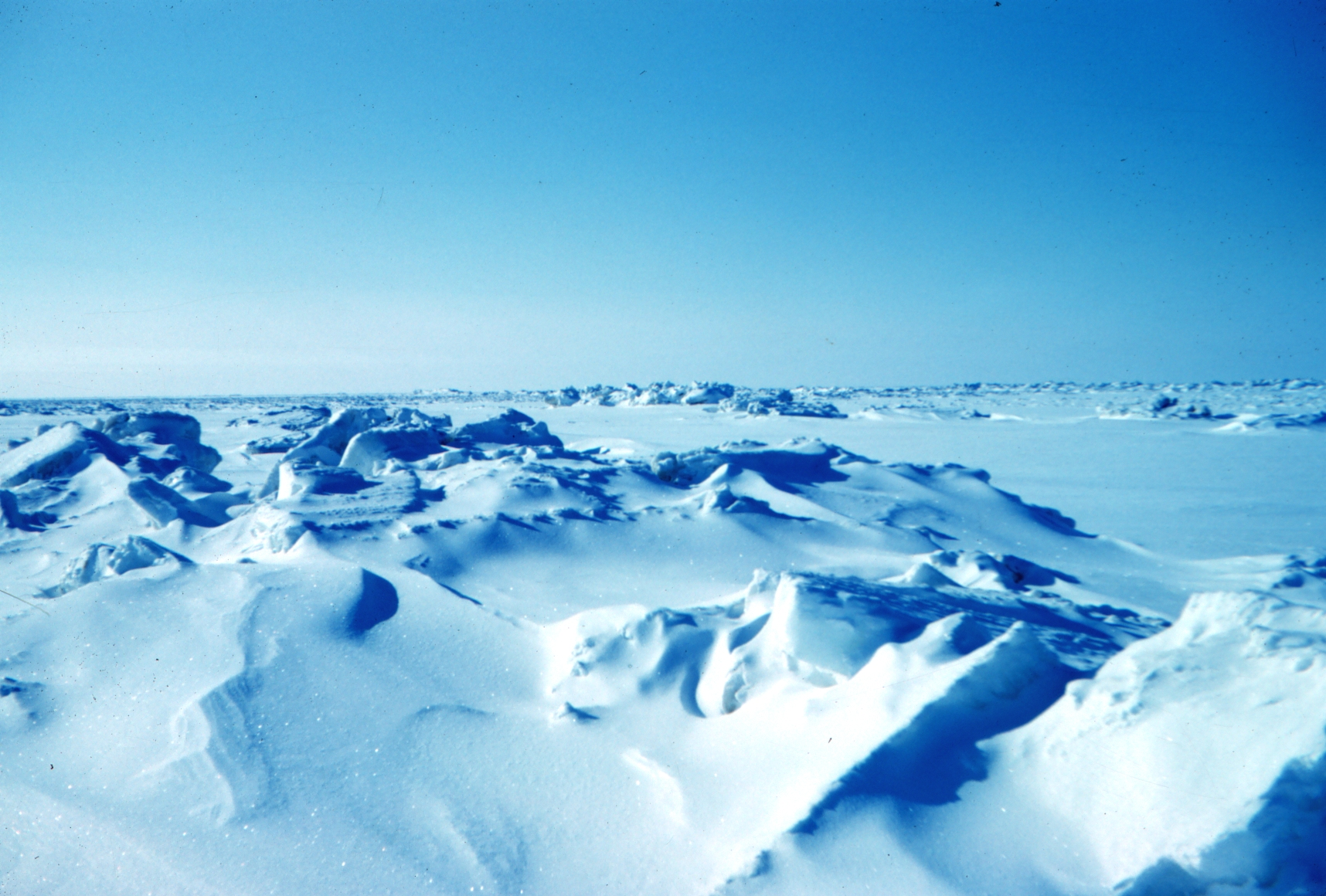
Is på Beauforthavet på vintern

Arktis är det stora havsområdet (Norra ishavet) runt jordens norra pol samt omkringliggande landområden. Till skillnad från Antarktis, klassas Arktis varken som en riktig kontinent eller världsdel.

## Etymologi
Ordet Arktis härstammar från grekiska αρκτος, a'rktos, för björn. Namnet kan syfta både på stjärnbilden Stora björnen (Ursa Major), som oftast är synlig på norra halvklotet, och stjärnbilden  Lilla björnen (Ursa Minor), som innehåller Polstjärnan.

## Definition
Arktis har ingen naturlig avgränsning mot söder, och kan därför definieras på flera olika sätt. Tidigare användes ofta den norra polcirkeln (latitud 66° 33ʹN) – som är sydgräns för midnattssolen – och enligt denna definition utgör Arktis omkring sex procent av jordens yta, men då hamnar även områden som inte har arktiskt klimat och naturförhållanden i Arktis (exempelvis norra Sverige) medan andra områden med arktiska förhållanden inte räknas (södra Grönland). 
En annan skiljelinje är den norra trädgränsen, som i stort sammanfaller med en linje genom platser som har en medeltemperatur i juli på högst 10°C. Där låglandet i norr inte är skogbevuxet har landskap och klimat egenskaper som betecknas som arktiska.
Under de senaste årtiondena, och särskilt under 1990-talet, har definitionen av Arktis vidgats och givits en mer politisk innebörd, delvis oberoende av klimat och växtlighet. Enligt denna definition omfattar Arktis det Norra ishavet, som till stora delar är täckt av packis och drivis, hela Island, Grönland och Alaska, samt de norra delarna av Kanada, Norge, Sverige, Finland och Ryssland.
I de kringliggande landområdena bor cirka 4 miljoner människor, utspridda över flera kontinenter, och med kulturer som kan vara flera tusen år gamla. Ungefär en tiondel av regionens befolkning tillhör något av Arktis urfolk. Bland ursprungsbefolkningar återfinns inuiter, aleuter och samer.
För att skydda miljön och naturfolk etablerades 1996 Arktiska rådet.

## Flora och fauna
Träd kan inte växa inom arktiska områden, men till den arktiska floran hör växter som mossor, lavar, gräs, halvgräs och örter. Av växtätande djur finns bland annat ren, myskoxe, polarhare och lämlar. Dessa jagas av rovdjur som fjälluggla, fjällräv, björn, järv, varg och isbjörn – även om den senare föredrar att jaga i havet. Till arktiska havsdjur hör sälar, som valross, samt bardvalar, narvalar, vitval och späckhuggare. I området återfinns också många fisk- och fågelarter, av vilka flera är endemiska.
De arktiska livsformerna är väl anpassade till natur och klimat; så skilda arter som sälar, isbjörnar, istorsk, sjöfåglar, kräftdjur och plankton är alla på olika sätt beroende av havsisen för att kunna bo, jaga och föda upp sina ungar.

## Fiske
Industrifisket i Arktis är en av de snabbast växande näringarna längst i norr och har tredubblat sin fångstkvot under de senaste åren. EU är en viktig köpare av arktisk fisk: år 2008 kom 20 % av all EU-omfattande fiskimport från Norge. Importen från Island täcker 6 % och från USA 4 %. En del forskare har varnat för överfiske och negativa effekter på de särskilt ömtåliga marina ekosystemen runt den arktiska isen, medan andra forskare hävdar att klimatförändringar kan ha en positiv inverkan på reproduktionen av vissa bestånd av fisk och krabba. I vilken utsträckning fångstpotentialen faktiskt kommer att öka kan dock i dagsläget endast bedömas med reservationer, på grund av brister i forskningen om klimatförändringarnas effekter på det marina ekosystemet. Dessutom är inte alla regioner i Arktis ännu tillgängliga för fiske.

## Jordbruk och boskapsskötsel
På grund av klimatförändringar kan vissa regioner i Arktis användas för jordbruksändamål. Olika jordbruksprodukter som potatis, bär och grönsaker har producerats i Arktis för kommersiell försäljning sedan 1990-talet. Särskilt husdjursnäringen, som traditionellt sett bygger främst på (ursprungligen försörjningsinriktad) renskötsel samt hållning av mjölkkor och får, dominerar jordbrukssektorn. En reglerad kommersiell användning av animaliska produkter (mjölk, päls, kött) har funnits i vissa regioner sedan 1971. Men på grund av klimatförhållandena, bristen på infrastruktur, en gles befolkning och bristande riskvillighet från jordbrukarnas sida är utvecklingen av ett heltäckande arktiskt jordbruk ännu inte i sikte.

## Turism
Turismen i Arktis har pågått sedan 1800-talet och är en av de snabbast växande näringarna längst i norr. Turisterbjudandena är många och omfattar - beroende på region - naturturism, dykning, kajakpaddling, snowboard, skidåkning, klättring och mycket mer. Stora kryssningsfartyg tar med jämna mellanrum resenärer till områdena i de arktiska länderna, vilket också gynnar deras inhemska ekonomi. Medan cirka 50 000 kryssningspassagerare registrerades 2005 hade siffran ökat till 80 000 år 2016, vilket innebär att antalet passagerare på arktiska kryssningar hade ökat med 60% under elva år. Men många forskare anser att effekterna på miljön är oroande.

## Mineraltillgångar
Arktis har olika mineraltillgångar som sällsynta jordartsmetaller, ädelmetaller, järn, icke-järnmetaller och ädelstenar. Majoriteten av dessa arktiska fyndigheter finns på fastlandet och i kustvatten. Trots brist på infrastruktur och höga utvinningskostnader kommer utnyttjandet av naturresurser på grund av de långsiktigt stigande råvarupriserna och den ökande globala råvarubristen inom en snar framtid att innebära att utvinning av mineraltillgångarna blir lönsam, trots svåra förhållanden. Sådan utvinning kan också få långtgående konsekvenser för de bräckliga arktiska ekosystemen.

## Isminskning

Utbredningen av havsisen mätt med satellit.

I modern tid har man observerat minskning av olika former av is i Arktis. Detta inkluderar havsisen på Norra ishavet och inlandsisen på Grönland. Forskare från De Nationale Geologiske Undersøgelser for Danmark og Grønland (GEUS) uppger att 2010 skedde den största avsmältningen av inlandsis på Grönland på 30 år. 2010 täckte sommarisen ett 31% mindre område än genomsnittet för åren 1979–2000.
Vad gäller havsisen, var utbredningen på Norra ishavet extremt liten sommaren 2007 samt även 2012. Följande vinter var dock isutbredningen nära normal men mängden tjock och flerårig is var mindre än föregående vinter.
Datormodeller pekar på att havsisen kommer fortsätta att minska i framtiden, även om teorierna skiljer sig åt när Norra ishavet kommer att bli isfritt under en sommarsäsong.

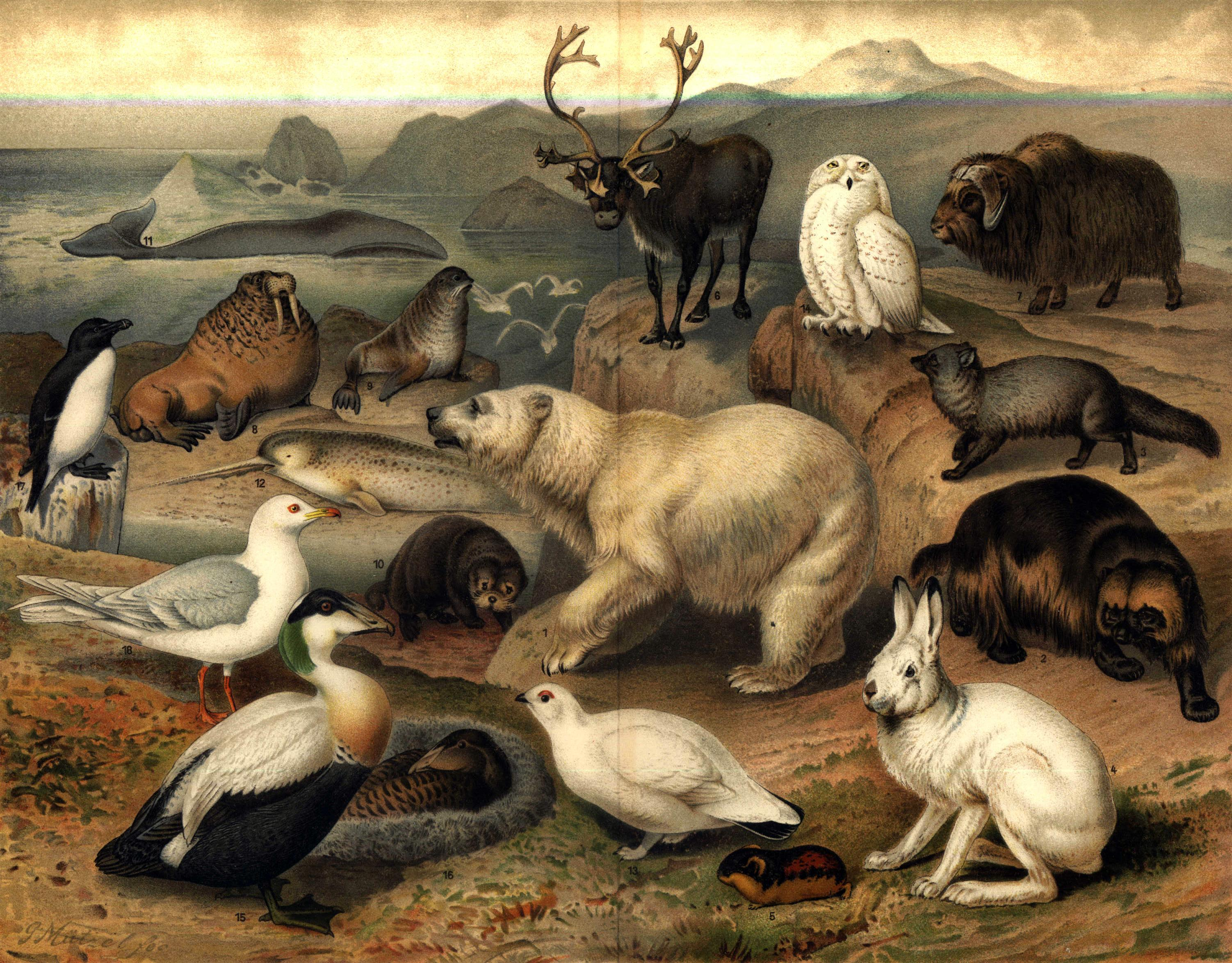
Arktisk fauna

## Miljöhot
Arktis har under en längre tid haft höga halter av miljögifter som PCB, DDT och tungmetaller. Det mesta kommer från industriella källor långt från regionen. Det är nu så höga halter i den föda urbefolkningarna traditionellt äter, som fet fisk, säl och val, att det finns risk för människors hälsa.
Flera av världens stora oljebolag har meddelat att de planerar att kraftigt utvidga exploateringen av olja i Arktis. Med oljeborrning följer risk för oljeutsläpp.
Eftersom den pågående havsförsurningen är mest markant i kallt vatten, drabbas Arktis hårt. Det får negativa konsekvenser för skalbyggande djur som exempelvis vissa typer av plankton.
Isminskningen innebär att det industriella fisket kan gå längre norrut än förut. Här finns känsliga livsmiljöer som kallvattenskoraller(no) och fält med svampdjur, som riskerar att skadas allvarligt vid bottentrålning. På den amerikanska sidan av Norra Ishavet har USA förbjudit kommersiellt industrifiske norr om Berings sund sedan 2009. Även Kanada har nyligen tagit steg i samma riktning. Men på den europeiska och ryska sidan finns ännu inget liknande initiativ för att skydda Norra Ishavet.

## Territoriella anspråk
Med ökad möjlighet att utvinna gas och olja från havsbottnen har det territoriella intresset för rätten till havsbottnen från de kringliggande staterna ökat. Också kontrollen över nya transportleder är eftertraktad. En rad länder gör anspråk på delar av Arktis: Danmark, Kanada, Ryssland, Norge och USA. Flera av länderna hävdar att man har rätt till områden i och med Lomonosovryggens utsträckning. Tydligast i sina anspråk har Ryssland varit och 2007 placerade man en flagga på 4000 meters djup under isen, mitt på Nordpolen. Men även Kina har visat intresse för Arktis, trots att man helt saknar arktiskt territorium.
I maj 2011 blev Sverige ordförande i Arktiska rådet. Frankrikes polarambassadör och tillika tidigare premiärminister, Michel Rocard anser att rådet är det som bäst kan lösa konflikten om Arktis. Sveriges dåvarande utrikesminister Carl Bildt uppgav den 16 juli 2011 att han vill att det FN-organ, CLCS, som ska avgöra territoriekraven, behandlar Arktis med förtur.
Oljebolag som 2010 borrar efter olja eller har licenser för oljeprospektering/exploatering i olika delar av Arktis:
- Nordamerika: Chevron, Shell, Conoco Phillips, BP, ExxonMobil, Iona Energy Company, Repsol E&P, Total, Murphy Exploration och Imperial Oil.[28][29]
- Ryssland: Rosneft, BP, Lukoil, Shell, Bashneft[30]
- Grönland: Nunaoil, Dong Energy, Chevron, Husky Energy, Maersk, ExxonMobil, Shell, Statoil, GDF Suez, Esso, Capricorn, Petronas, PA Resources AB, BP, Cairn Energy[31]
- Norge: Statoil, ENI, Lundin Norway, GDF Suez, Suncore Energy, Wintershall, ExxonMobil, Conoco Phillips, Chevron, BG Norge, Dana Petroleum, OMV, VNG[32]